# Самаси
Самаси (итал. Samassi) је насеље у Италији у округу Медио Кампидано, региону Сардинија.
Према процени из 2011. у насељу је живело 5321 становника. Насеље се налази на надморској висини од 54 м.

## Становништво
Према резултатима пописа становништва 2011. у општини је живело 5.321 становника.
| 1931. | 1936. | 1951. | 1961. | 1971. | 1981. | 1991. | 2001. | 2011. |
| ----- | ----- | ----- | ----- | ----- | ----- | ----- | ----- | ----- |
| 3.446 | 3.525 | 4.337 | 4.534 | 4.742 | 5.312 | 5.463 | 5.274 | 5.321 |